# Kirk's Work
Kirk's Work est un album de Roland Kirk sorti en 1961.

## Description
Kirk's Work est le troisième album de Kirk en tant que leader et le premier pour le label Prestige. Il y montre un jazz au goût du jour entre hard bop, soul jazz et bebop mais sans oublier d’y insérer son propre style. On remarque notamment la présence d’un orgue Hammond au lieu d’un piano,.

## Pistes
Sauf indication, toutes les compositions de Roland Kirk
1. Three for Dizzy (5:14)
2. Makin' Whoopee (Walter Donaldson, Gus Kahn) (5:09)
3. Funk Underneath (6:17)
4. Kirk's Work (3:56)
5. Doin' the Sixty-Eight (4:22)
6. Too Late Now (Burton Lane, Alan Jay Lerner) (3:54)
7. Skater's Waltz (Emile Waldteufel) (4:24)

## Musiciens
- Roland Kirk – Saxophone ténor, Stritch, Manzello, flûte traversière
- Jack McDuff – Orgue Hammond
- Joe Benjamin – Contrebasse
- Art Taylor – Batterie